# Emiliano Perneta
Emiliano David Perneta (Curitiba, 3 de janeiro de 1866 – Curitiba, 19 de janeiro de 1921) foi um advogado, promotor de justiça, jornalista, professor e poeta brasileiro, um dos fundadores do simbolismo no Brasil. Irmão do escritor Júlio Perneta, Emiliano é considerado o maior poeta paranaense em seu tempo.

## Biografia
Filho de Francisco David e Christina Maria dos Santos Perneta, nasceu em um sítio na zona rural de Curitiba, região que a partir de 1992 passou a ser o município de Pinhais. Seu sobrenome originou-se de um apelido de seu pai, o comerciante Francisco David Antunes, que era conhecido como "o Perneta".
Foi abolicionista, tendo feito palestras em defesa dos ideais libertários. Publicou artigos políticos e literários, assim como passou a incentivar, em Curitiba, a leitura de Baudelaire. Em seu início de carreira, foi influenciado pelo parnasianismo. Publicou seus primeiros poemas em "O Dilúculo", de Curitiba, em 1883.
Mudou-se para São Paulo em 1885, onde fundou, em 1888, a Folha Literária, com Afonso de Carvalho, Carvalho Mourão e Edmundo Lins. No mesmo ano publicou "Músicas", de versos parnasianos, e o panfleto "Carta à Condessa D'Eu". Foi também diretor da Vida Semanária, com Olavo Bilac, e colaborador do Diário Popular e da Gazeta de São Paulo.
Republicano, no dia 15 de novembro de 1889, formou-se em direito pela Faculdade do Largo de São Francisco, e como orador da turma fez um discurso inflamado em defesa da República, sem saber que esta havia sido proclamada horas antes no Rio de Janeiro.
Mudou-se para o Rio de Janeiro em 1890, onde colaborou em vários periódicos. Em 1891, foi secretário da Folha Popular, na qual foram publicadas as manifestações iniciais do movimento simbolista, assinadas pelos poetas B. Lopes, Cruz e Sousa e Oscar Rosas.
Após residir, de 1893 a 1896, no interior de Minas Gerais, onde atuou como Promotor de Justiça, voltou ao Paraná e fixou-se definitivamente em Curitiba, onde além de trabalhar como auditor do Exército,  exerceu o jornalismo, a advocacia e o magistério. Criou a revista simbolista Victrix, em 1902.
Em agosto de 1911, foi aclamado “Príncipe dos Poetas do Paraná”, na festa de lançamento de seu livro Ilusão, no Passeio Público. Em 1913,  publicou o libreto Papilio Innocentia, para a ópera do compositor suíço Léo Kessler, baseado no romance Inocência, do Visconde de Taunay.
Sua obra poética mais importante inclui Pena de Talião (1914) e Setembro (póstumo, em 1934). 
Em 19 de dezembro de 1912, participou da fundação do Centro de Letras do Paraná, sendo seu presidente de 1913 a 1918.
Morreu no dia 19 de janeiro de 1921, aos 55 anos de idade, na pensão de Oto Kröhne, na rua XV de Novembro, 84, em Curitiba.

## Estilo
Emiliano Perneta foi o expoente do simbolismo no Paraná e um dos precursores do movimento no Brasil. 
Massaud Moisés, professor da USP, diz que "a poesia de Emiliano Perneta não apresenta evolução nítida, uniforme. Todavia, alguns temas e modismos prediletos, relacionados com o Amor, a Mulher e a Natureza, marcam-lhe a obra. Pode-se dizer que passou de um ceticismo entediadamente ultra-romântico (ou pré-simbolista) mesclado de seduções parnasianas, a um paganismo dionisíaco, com evidentes notas simbolistas e decadentes [...]
Simbolista, Emiliano Perneta manteve-se, contudo, ligado ao Parnasianismo, fiel à forma do soneto, que enriqueceu com novas e ricas soluções métricas e rítmicas. Ainda segundo M. Moisés, Perneta "teve intuições avançadas" e "só não foi mais moderno porque carregava às costas o pesado fardo da tradição parnasiana."

## Obras
- Músicas (1888);
- Carta à Condessa D'Eu (1889);
- O Inimigo (prosa dramática - 1889);
- Alegoria (prosa dramática - 1903);
- Papilio Innocentia (libreto de ópera - 1913);
- A Vovozinha (libreto de ópera infantil- 1917);
- Ilusão (poemas – 1911);
- Pena de Talião (1914);
- Setembro (poemas – 1934) (póstumo).

## Homenagens póstumas
Emiliano Perneta recebeu inúmeras homenagens, com seu nome batizando ruas e escolas em diversos municípios, especialmente no Paraná. Na Praça Osório, em Curitiba, encontra-se um busto e uma placa, inaugurados por ocasião do centenário de seu nascimento,  em 1966.
Empresta seu nome a uma importante rua no centro da capital paranaense. Outras vias de inúmeros municípios também recebem a mesma denominação.

Em Curitiba e em Cruzeiro do Oeste existem escolas denominadas Emiliano Perneta.